# Trégarvan
Trégarvan è un comune francese di 144 abitanti situato nel dipartimento del Finistère nella regione della Bretagna.

## Società

### Evoluzione demografica
Abitanti censiti